# Slobozia
Slobozia (pronunciació en romanès: [sloboˈzi.a]) és la ciutat capital del comtat d'Ialomița, Muntènia, Romania, amb una població de 48.241 habitants el 2011.

## Etimologia
El seu nom prové del romanès "slobozie", que significava un poble colonitzat recentment que estava lliure de tributació. La paraula en si prové de la paraula eslava "slobod" que significa "lliure". Com que es troba enmig de terres planes (plana de Bărăgan), era molt vulnerable a les incursions tàtares i otomanes. Per animar els camperols a establir-s'hi, estaven exempts d'alguns impostos, d'aquí el seu nom.

## Geografia
Slobozia es troba aproximadament al centre del comtat, a la vora del riu Ialomița, a uns 120 km est de Bucarest i 150 km oest de Constanța, important port al mar Negre. La ciutat es troba a menys de 17 km de l'autopista A2 Bucarest-Constanța (Autostrada Soarelui).
La superfície total del municipi és de 126.72 km². En la forma administrativa actual, Slobozia consta de Slobozia pròpiament dita i els barris de Bora i Slobozia Nouă.

## Economia
L'activitat principal de la zona és l'agricultura, la transformació dels productes agrícoles i la indústria lleugera.

## Cultura

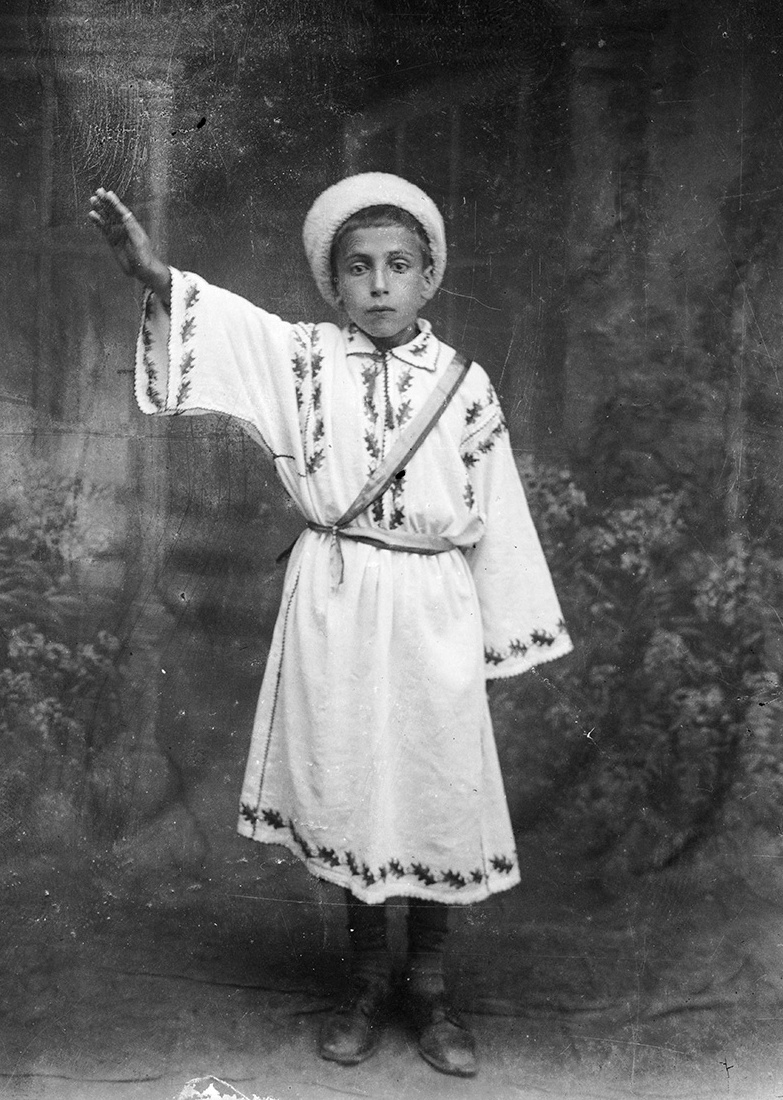
Vestit tradicional de la regió de Slobozia

El 1990 es va inaugurar el Centre Cultural, que portava el nom del director i compositor Ionel Perlea, natural de la ciutat. L'edifici acull sales d'exposicions i representacions, llibreries, institucions culturals. El 1999 el Centre Cultural Ionel Perlea va entrar al circuit de la UNESCO.
La ciutat és la seu de la diòcesi ortodoxa romanesa de Slobozia i Călărași, establerta el 1993.
Segons el cens del 2002, el 97,6% dels habitants eren romanesos d'ètnia i el 2,2% dels gitanos. El 98,6% eren ortodoxos romanesos, el 0,4% adventistes del setè dia i el 0,2% catòlics.

## Turisme
La principal atracció turística consisteix en el proper llac Amara, situat a 5 km de distància. Amara Resort és també un balneoclimateric resort. L'accés a Amara es realitza amb minibusos que surten cada 15 minuts des de l'estació de tren de Slobozia. Com a part d'un complex turístic privat, hi ha una petita còpia de la Torre Eiffel de 54 m d'alçada.

## Pobles bessons: ciutats germanes
Slobozia està agermanada amb:
- Nanyang, Xina
- Ràzgrad, Bulgària
- Silistra, Bulgària
- Veles, Macedònia del Nord

## Gent notable
- Mircea Dinescu, periodista i satíric polític
- Petru Filip, polític
- Adrian Mihalcea, futbolista